# Hieracium cerinthoides
Hieracium cerinthoides es una especie de planta con flor del género Hieracium, de la familia Asteraceae, orden Asterales.

## Distribución
Hieracium cerinthoides se distribuye por Argelia, Francia y España.

## Taxonomía
Fue descrita científicamente por Linnaeus. Fue publicada en Sp. Pl.: 803 (1753).